# Tscherno More
Tscherno More (bulgarisch Черно море, wortwörtlich übersetzt= Schwarzes Meer) ist ein Dorf in der Gemeinde und gleichnamigen Provinz/Oblast Burgas im Südosten Bulgariens.
Tscherno More liegt im östlichen Teil der oberthrakischen Tiefebene rund 8 km nordwestlich vom Gemeindezentrum Burgas in der Nähe des Atanassow-Sees. Rund 2 km nördlich befindet sich die Dorfgemeinde Rudnik. Das heutige Dorf Tscherno More entstand um des in den 1920er Jahren eröffnetes Bergwerk Mina Tscherno More. Die ersten Gebäude im Dorf waren die Unterkünfte der Bergleute. Heute arbeitet der Großteil der Bevölkerung in den Bergwerke Mina Tscherno More 2 und Kamenar. In den 1950er Jahren wurde die Grundschule Christo Botew eröffnet. Der Verkehrsbetrieb der Stadt Burgas, Burgasbus, unterhält regelmäßige Verbindungen nach Tscherno More.